# Airport
Airport (traduzido para o português como Aeroporto), é um romance do escritor contemporâneo Arthur Hailey, lançado em 1968.
Narra a seqüência de eventos ocorridos numa tumultuada noite num aeroporto estadunidense, que operava com dificuldades devido a uma forte tempestade de inverno.

## Enredo
Decorrida em um espaço de sete horas, a história do romance desenrola-se no agitado Aeroporto Internacional Lincoln, em Chicago, vítima de uma tempestade que estende-se também, por boa parte do centro-oeste dos Estados Unidos.
O administrador-geral do aeroporto, Mel Bakersfeld — o protagonista —, enfrenta junto à sua equipe uma série de adversidades — a maioria gerada devido à nevasca, como pistas obstruídas, voos atrasados etc. O personagem principal também lida, paralelamente aos problemas do aeroporto, com problemas pessoais — especialmente com sua mulher, a qual estava bastante distante, e com seu irmão Keith Bakersfeld, controlador de voo, vítima de forte depressão devido a um desastre aéreo que podia ter evitado — e com a atração sexual por sua colega Tânia Livingston.
O clímax do romance ocorre quando um passageiro embarca em uma aeronave com uma bomba, com o ideal de explodi-lo — suicidando-se — entregando à sua família 300 000 dólares americanos, de seu seguro de vida. Após investigações em terra, a tripulação do Caravela de Ouro — o avião em que o suicida embarcara —, voo dois, toma decisões de emergência na tentativa de pousar a aeronave a bordo.
O autor aborda diversos temas no livro, entre os quais o segundo plano dado aos aeroportos pela classe política, a venda de seguros nos aeroportos, as fragilidades das companhias aéreas, os problemas psicomentais enfrentados pelos controladores de voo, o incômodo de bairros vizinhos ao aeroporto e o aborto.

## Personagens
Além do protagonista Mel Bakersfeld, destacam-se várias outras personagens em Airport, como:
- Keith Bakersfeld, irmão de Mel e controlador de voo. Convalescia após uma longa depressão chegando a quase suicidar-se
- Danny Farrow, assistente de administração
- Tânia Livingston, das relações públicas da Trans-America — colega de Mel, unidos por uma forte amizade e atração sexual
- Vernon Demerest, comandante da Trans-America e presidente da Associação dos Pilotos Comerciais — Demerest era cunhado de Mel, no entanto ambos detestavam um ou outro —, que mantinha uma relação extra-conjugal com Gwen Meighen
- Cindy Bakersfeld, esposa de Mel
- Anson Harris, colega de trabalho de Demerest. Comandou o voo 2 tendo Demerest como piloto.
- Gwen Meighen, belíssima comissária inglesa da Trans-America, que mantinha uma caso com Demerest, engravidando dele
- Tenente Ordway, chefe da polícia do aeroporto
- D. O. Guerrero, fracassado construtor, armou o plano de explodir o voo 2
- Inez Guererro, esposa de Guerrero, seria o destino do seguro de D.O.
- Derek Eden, amante de Cindy Bakerfeld
- Bert Weatherby, ATS da Trans-America
- Joe Patroni, encarregado por desobstruir a pista trinta
- Ada Quonsett, passageira clandestina já bastante conhecida pelas agências aéreas. Durante o voo 2 coopera com a tripulação num plano para desarmar D. O. Guerrero.

## Filme
Baseado na obra de Hailey foram produzidos os filmes:
- Airport
- Airport 1975
- Airport '77
- The Concorde ... Airport '79